# Solna Brass
Solna Brass är ett svenskt brassband som bildades 1970 i Solna, Sverige. Det består framförallt av kvalificerade amatörer, men även ett flertal professionella musiker. Bandet har vunnit SM i brassband fem gånger, representerat Sverige vid EM sju gånger med en tredjeplats som bästa resultat, samt tävlat en gång i VM med en fjärdeplats som resultat.